# Breckenridge (Michigan)
Breckenridge é uma vila localizada no estado americano de Michigan, no Condado de Gratiot.

## Demografia
Segundo o censo americano de 2000, a sua população era de 1339 habitantes. 
Em 2006, foi estimada uma população de 1307, um decréscimo de 32 (-2.4%).

## Geografia
De acordo com o United States Census Bureau tem uma área de 2,7 km², dos quais 2,7 km² cobertos por terra e 0,0 km² cobertos por água. Breckenridge localiza-se a aproximadamente 224 m acima do nível do mar.

## Localidades na vizinhança
O diagrama seguinte representa as localidades num raio de 20 km ao redor de Breckenridge. 